# Осьминин, Владимир Владимирович
Осьминин Владимир Владимирович (10 октября 1941 — 29 июля 2013) — советский и российский кинорежиссёр-документалист. Создатель более 600 документальных и научно-популярных фильмов, ставший классиком ещё при жизни. Внёс большой вклад в развитие кино и телевидения. Общественный деятель, педагог.

## Биография

### Родители
Отец — Осьминин Владимир Спиридонович (17 апреля 1905 — 11 августа 1985), из рабоче-крестьянской семьи, уроженец села Ананьево (деревня Мансуровщина) Нижегородской губернии.
Мать — Грекова-Осьминина Ирина Михайловна (25 декабря 1908 — 2 октября 1995), из дворянского рода Грековых-Носовых киевских корней, уроженка станицы Ново-Аненская. Когда в 1917 году во время Октябрьского переворота был расстрелян её отец М. А. Греков, Ирину Михайловну спасла няня Валентина Гавриловна Власова, выдав за свою дочь. До конца жизни она жила в семье Осьмининых, помогая воспитывать детей — Владимира и его старшую сестру Светлану. (Осьминина-Давитая Светлана Владимировна (17 апреля 1938 — 9 марта 1986), советская журналистка, работала в газетах «Известия» и «Советская Россия»).
В самом начале Великой Отечественной войны Владимир Спиридонович был назначен на должность редактора в Совинформбюро при СНК СССР. Ирина Михайловна, няня и дочь Светлана — эвакуированы из осаждённой Москвы в Астрахань. 11 октября 1941 года там родился их сын Владимир.

«Родился человек. Родился, чтобы любить и быть любимым. Какая странная у него обязанность! И какое великое предназначение! Сейчас я снимаю фильм о любви. Интересная, всё-таки, штука – документальное кино, останавливающее мгновения!» В.Осьминин. 

### Детство и юность
Когда в августе 1942 года на подступах к Астрахани велись ожесточённые бои и Ирина Михайловна, педагог-методист детского дома, начала спасать сирот дошкольников. Буквально чудом, под артобстрелом, когда одна за другой вспыхивали баржи, удалось посадить детей на пароход, уходящий из Астрахани в Гурьев. Владимир Спиридонович, в ту пору ответственный секретарь Славянского комитета, долго искал семью и обнаружил лишь зимой в Тугулыме. Туда, Через Гурьев и Свердловск Ирина Михайловна вместе с няней Валентиной Гавриловной почти полгода везла 60 детей-сирот и своих — Светлану и Владимира.
В 1943 году семья вернулась в Москву, обосновавшись во 2-м Колобовском переулке. Владимир Спиридонович получил новое назначение — зам. начальника политотдела 39 армии 3-го Белорусского фронта. В боях под Кёнигсбергом был ранен, известие о победе советских войск и окончании войны получил в госпитале. Выздоровление, короткая встреча с семьёй и опять прощание: новый приказ — Дальний Восток, война с Японией.

«Папа для меня – герой, с которого я делал жизнь. Он вспоминал, как трудно шёл эшелон до Монголии. А потом – марш-бросок до Большого Хингана –  без дорог, под ветрами и песчаными бурями. 50 километров в сутки проходила пехота, солдаты гибли от тепловых ударов. Папа заплакал, когда сказал, что они дошли до горных хребтов раньше японцев и совершили подвиг. Я всегда мечтал снять фильмы про освобождение Кёнигсберга, про войну с Японией и русскую историю Порт-Артура».
В октябре 1945 года Владимир Спиридонович получил приказ о вывозе семьи из Советского Союза для постоянного проживания в Порт-Артуре. Владимиру исполнилось 4 года, когда Ирина Михайловна с детьми покинула Москву. А в 1947 новый приказ — всем возвращаться, войска Красной армии уже выведены из Китая. В полном составе семья вернулась домой во 2-й Колобовский переулок.
В 1948 году Владимир поступил в общеобразовательную школу № 186.В послевоенные годы в этом уголке Москвы (Самотёчная площадь, Цветной бульвар, сад «Эрмитаж», Колобовские переулки и переулок Большой Каретный, где напротив — была тюрьма, а неподалёку — хулиганские дворы Малюшенки), была особая атмосфера. Если дружили, то — «на всю жизнь», если ссорились, то — «на пять минут», и дрались только по правилу — «лежащего не бьют». Михаил Масенкис, ставший учёным-химиком, Александр Хмелевский — математик, Татьяна Арискина — экономист, — все они с первых лет ученичества «самые верные друзья». В школе Владимир отличником не был и пятёрки предпочитал получать за спорт: увлекался лёгкой атлетикой, а с 8-го класса начал профессионально заниматься боксом.

«Даже спустя 40 лет, встречаясь с одноклассниками у кого-то на квартире, мы прежде ехали на 2-й Колобовский подышать ароматом детства и юности. Волшебный аромат, в нём столько всего! Игры в войну и скребущее по сердцу шарканье костылей инвалидов, чоканье рюмок с тостами «за родину», и их безмолвие – «за павших», взрослые разговоры Светочки с подругами, и вдруг – проснувшееся чувство любви к незнакомке в красном свитере, которую я увидел с нашего балкона».
В 50-е годы Владимир Спиридонович работал директором Центральной студии телевидения на Шаболовке, Ирина Михайловна — литературным сотрудником в журнале «Новый мир», сестра Светлана поступила в Университет, — благополучная, материально обеспеченная семья, но Владимир, проявив упорство в выборе жизненного пути и будущей профессии, ушёл во взрослую жизнь — на производство. Из школы общеобразовательной перешёл учиться в школу рабочей молодежи. Окончил её в 1959 году, работая на ЦСДФ (Центральной студии документальных фильмов) светотехником-осветителем.

### ВГИК
В 1960 году Владимир Осьминин подал документы во ВГИК (Всесоюзный институт кинематографии) и был принят на режиссёрское отделение в мастерскую документального кино Ильи Петровича Копалина. И сразу оказался под огромным влиянием творческой личности мастера. Ведь он когда-то работал под руководством основоположника советского документального кино Дзиги Вертова, создал (совместно с Леонидом Варламовым) легендарный фильм «Разгром немецких войск под Москвой», получивший премию «Оскар».

«Он учил нас одной обязательной вещи, без которой не существует кино – профессионализму. Многие ВГИКовские мастера постоянно возбуждали у студентов мысль о том, что все мы гении и самобытные художники. А Илья Петрович учил нас ремеслу, как служивых людей. Это несколько мешало полёту фантазии, но зато мы все стали мастерами своего дела, документалистами, умеющими работать в любых условиях». В. Осьминин.
В 1966 году Владимир Осьминин окончил ВГИК. До последних дней жизни он поддерживал творческие и дружеские отношения с однокурсниками, особенно с Михаилом Литвяковым, Владиславом Ефремовым, Ниной Спиглазовой.
В том же году из «помощника режиссёра» Владимир был переведён на должность режиссёра.

### Профессия и творчество
Работа на ЦСДФ — время профессионального роста. Здесь Владимир Осьминин создал около 50 документальных фильмов (28 — в соавторстве). Значимым для него и сразу замеченным кинокритикой стал фильм «Родник» (он же — дипломная работа), названный по одноимённому стихотворению Владимира Солоухина. Знакомство с известным поэтом и писателем оставило глубокий след в творческой судьбе режиссёра.

«Родник, родина, народ – слова одного корня». С этими словами Владимира Солоухина я прожил всю жизнь. Множество разных фильмов, использованные в них приёмы и метафоры, опыт съёмки и техника монтажа, – по большому счёту всё это было ради того, чтобы сказать главное: мы – народ, который гордится своей Родиной и знает свои истоки».
Уже в эти годы у Владимира Осьминина складывается индивидуальный кинематографический почерк, который позже киноведы назовут «лирическим пафосом». О чём бы он не снимал в этот период: о колхозе «Заря» (док. фильм «На земле Вологодской»), о будущих агрогородах (док. фильм «Крыша над головой»), о создателях МХАТа — Станиславском и Немировиче-Данченко (док. фильм «Московский Художественный Театр»), о месторождении апатитов на Кольском полуострове (док. фильм «Для земли») или о визите Главы дружественного государства (док. фильм «Визит Президента Пакистана в СССР»), — везде он демонстрировал проникновение в эмоциональный мир киноматериала, заставляя зрителя не только видеть и слышать, но сопереживать.
В студию документальных программ Творческого объединения «Экран» Центрального телевидения Владимир Осьминин пришёл уже опытным профессионалом. И проработал там 20 лет в жестком графике командировок — от Архангельска до Владивостока, от Беловежской пущи до Уссурийской тайги, от Рейкьявика до Пекина. Сплавлялся на плотах по рекам, ходил на ледоколе и подлодке, «вставал в ружьё» на пограничной заставе, спускался в угольные забои, поднимался на нефтяные вышки, освещал международные форумы и саммиты — многочисленные киноэкспедиции, разные государства и страны — и фильмы, фильмы, рассказывающие о мире и Родине, её истории и наследии, буднях и надеждах. Постепенно складывалась «своя» киногруппа из числа директоров, сценаристов, кинооператоров, звукорежиссёров, музыкальных редакторов: Владимир Панков, Валерий Тур, Раиса Грек, Павел Томашевич, Дмитрий Серебряков, Владимир Гусев, Вениамин Горяинов, Валентина Изгаршева… Пополнялся список призов и наград отечественных и международных кинофестивалей.
В начале 70-х Владимир Осьминин по заказу вьетнамского правительства снимал в Северном Вьетнаме документальные фильмы «Память об источнике», «Хо Ши Мин. В стране Октября» и другие. Во время боевых действий оказался в эпицентре химической атаки со стороны США, что привело к потере зрения и госпитализации.

«Вместе с кинооператором Ефимом Яковлевым мы приехали в племя «синие зонги». В один из дней он вернулся на базу, а я неожиданно попал под рвущиеся снаряды американских самолётов. Наивный, во все глаза смотрел в небо, откуда сыпалась жёлтая химия. Потерял сознание и ослеп на целую неделю. Спасли французские врачи из католического госпиталя, куда почти сутки меня на носилках несли вьетнамцы…»
Через судьбу режиссёра-кинодокументалиста прошло несколько войн. Чтобы рассказать правду о войне в Афганистане, он вместе с тележурналистом и обозревателем Александром Каверзневым снимал «Афганский дневник». С ним же — о режиме Пол Пота и вооружённой революции в Кампучии (док. фильмы «Весна в Пномпене» и «На перекрёстках Кампучии»).
В 1992 году снимал боевые действия в Северной Осетии (док. фильм «Очаг»). Но главной войной для него стал Чернобыль. Дважды съёмочная группа была командирована в зону ядерной катастрофы. И дважды её возглавлял Владимир Осьминин. Документальный фильм «Предупреждение» прошёл по телеэкранам всего мира. А чуть раньше почти такая же звёздная судьба ожидала документальную трилогию «Малая Земля», снятую по одноимённой книге Генерального секретаря ЦК КПСС Л. И. Брежнева.

«Мне всегда было интересно то, чем я занимался. Да, я режиссёр «Малой Земли», за что меня многие ругали потом. Но я не стыжусь этого фильма, потому что он о великой войне. Когда я увидел бесконечные кладбища солдат, причём, солдат, в основном не русских – армян, грузин, калмыков… Половина из них была репрессирована. Меня это поразило, и я об этом рассказывал».
Через тридцать лет Владимир Осьминин вернётся к брежневской теме и создаст документальный фильм «Золотое перо Генсека», в котором расскажет о настоящих авторах книг «Малая земля», «Возрождение» и «Целина» — талантливых писателях и журналистах: Аркадий Сахнин, Анатолий Аграновский, Александр Мурзин.
Горбачевская перестройка поставила перед режиссёром новые задачи: на селе поднималось фермерство, возникли первые кооперативы, остро встали проблемы экологии. И на эти социально-экономические запросы Владимир Осьминин отвечал языком документального кино, не щадя ни сил, ни здоровья, которое после Чернобыля стремительно ухудшалось. Спасла операция. Но когда он вышел из больницы, Творческое объединение «Экран» уже было ликвидировано. Разлетелись по киноархивам около 300 созданных им документальных и научно-популярных фильмов. Остались две Государственные премии СССР, многочисленные призы международных и отечественных кинофестивалей и 31 благодарность в трудовой книжке. Распад СССР открыл в стране новую историческую эпоху. И новые страницы в творческой биографии режиссёра.

«Руководство «Экрана» было профессиональным и режиссёры, назову лишь некоторых – Лисакович, Зеликин, Беляев, Габрилович – профессионалами. Что можно было бы поставить нам в заслугу? Прежде всего – внимание к человеку, к его внутреннему миру. Личный, я бы сказал неофициальный, разговор со зрителем. Фильмы-портреты, которые сейчас вообще исчезли как жанр. Искренность и серьёзность в подаче политических тем. А наши недостатки? Это своеобразие эпохи, в которой мы жили. Одно скажу – мне было работать радостно, потому что ощущал свою нужность».
В 1991 году, накануне своего пятидесятилетия, Владимир Осьминин перешёл работать в «Союзтелефильм», а затем — в международную радиовещательную компанию «Голос России» — главным режиссёром телеобъединения «Астра-ТВ». Здесь у него словно открылось второе дыхание, начался творческий подъём. Фильмы о Православии, о русских святых, об обретённых святынях и истории Церкви стали первыми в России документальными фильмами-размышлениями, открывшими российскому и зарубежному зрителю страницы истории Православного Отечества. Более 60 фильмов было снято режиссёром на эту тему. О Патриархе Тихоне, преподобномученице княгине Елизавете Федоровне, чудотворных иконах Божией матери — Державная, Иверская, о возрождении монастырей — Саввино-Сторожевском, Волоцком, Галичском. Постепенно режиссёр ощущает необходимость в собственном сценарии и собственном закадровом тексте, а порой, и в собственном репортёрском голосе, — так он приходит к документальному авторскому кино. Одним из первых авторских фильмов стал фильм-память «Роковая тема», когда снова пришлось лететь в воюющий Афганистан, но теперь уже по следам погибшего тележурналиста и друга Александра Каверзнева. Отныне творческим помощником и соавтором режиссёра в литературном деле становится его жена — журналист и поэт Надежда Васильевна Осьминина. А тем временем, в кинематографе — глобальные перемены: киноплёнку заменило видео, производство фильмов перешло на «цифру» и компьютерный монтаж.

«Сейчас с трудом представляю, как мог работать раньше. Всё изменилось. Во-первых, скорость. Раньше был один фильм в месяц, теперь один – в неделю. Во-вторых – монтаж: сразу, экспромтом. Я сторонник чистого монтажа, без «чернового». Это интересней, эмоциональней. Порой, фильм, вылизанный до отвращения – мёртв. Поэтому я стремлюсь передать сиюминутное настроение, возникшее в данный момент, в данном месте и кадре».
Российский фонд Культуры, Независимый экспериментальный центр культуры и информации (НЭЦКИ), Издательский Дом «Савонарола», кинокомпании «Телефильм» и «Киновек», — в этих и других организациях и компаниях режиссёр создавал фильмы самых разных стилей и жанров: документальные циклы По заказу Правительства Москвы — «Почётные граждане…», «Москва Златоглавая», «На фоне Пушкина», «Пути небесные Ивана Шмелёва», публицистические фильмы о Великой Отечественной войне 1941—1945 гг. и Отечественной войне 1812 года, короткометражные кинопортреты о врачах, певцах, художниках, артистах, музыкантах. Евгений Чазов, Димурий Киртадзе, Игорь Кио, Владимир Маторин, Никас Сафронов, Элеонора Теплухина, архимандрит Феоктист, скульптор Викулов и многие, многие другие замечательные личности стали героями его фильмов.
Вот, как оценивал его работу генеральный директор «Телефильма» Юрий Мацюк: «Главным для нас подарком стал режиссёр-документалист Владимир Осьминин. Это был беспроигрышный вариант, безусловная победа. Владимир Владимирович стал для нас неким символом, талисманом. Он снял наши первые фильмы, он получил наши первые призы…» Часто обращались к режиссёру и заказчики имиджевой рекламы: Центризбирком России, топливная компания, ювелирный завод и другие. Более 140 фильмов и рекламных роликов было сделано режиссёром за шесть лет. И не счесть чужих фильмов и роликов, которые он доделывал и переделывал в монтажных студиях Москвы, Майкопа, Владикавказа, Уфы…
Одной из ярких страниц творческой биографии этого времени стала работа вместе с тележурналистом-международником Владимиром Куликовым на Пекинском телевидении, проведение там мастер-классов по режиссуре, создание документальных фильмов «Китай. Таинственная Книга Перемен» и «Уроки долголетия». Павел Томашевич, Исмет Кутуб-Заде, Павел Трубников, Андрей Савин — теле и кинооператоры, с которыми Владимир Осьминин работал в это десятилетие.

### Последние годы
В судьбе документального кино новой России был период безвременья, когда фильмы не снимались, о них не писала кинокритика и средства массовой информации. И к режиссёру Осьминину обратились из Госфильмофонда с просьбой рассказать перед камерой о времени, в котором он жил и работал, о коллегах-документалистах, ныне не востребованных современным телевидением, о личных профессиональных и творческих достижениях. «Почему я?» — Спросил он. «Потому что вы уже классик», — был ответ. Эти съёмки проходили в 2002 году. С этого времени Владимир Осьминин начал принимать активное участие в возрождении отечественной кино- и телевизионной документалистики. Продолжая снимать фильмы, помогал организаторам телефестивалей находить талантливых молодых режиссёров из провинции, проводил мастер-классы, содействовал становлению Евразийской академии телевидения и радио (ЕАТР).

«Я отсматривал работы, особенно провинциальные, и сердце моё радовалось. В них я заметил рождение новой волны уважения к человеку, которое заключается в том, что мелкое и низкое перестаёт быть интересным, а взгляд камеры направлен на то, что принято называть человеческим достоинством… Ещё одна радостная тенденция, свойственная конкурсным картинам – это профессионализм, с которым они сделаны. Мастерство возвращается… Молодые научились снимать, и снимать так, чтобы двух кадров было достаточно для рождения образа. Меня как профессионала это очень радует».
Когда на Российском телевидении был открыт проект «Единственный дубль» — показ документальных отечественных и зарубежных фильмов — Владимир Осьминин с головой ушёл в работу: отбирал фильмы, комментировал их, делал жанровые и тематические подборки. И… скучал по командировкам, натурным съёмкам. И вдруг — неожиданное предложение — снять телевизионный художественный фильм. Режиссёр решился на творческий эксперимент, и в результате — на одном из телеканалов Украины вышел в эфир «Плакальщик, или Новогодний детектив». Но вскоре Владимир Осьминин вернулся к своему кинодокументальному ремеслу. В 2007 году по заказу ТВЦентр им были созданы 2-серийные телевизионные фильмы «Нюрнбергский процесс. Вчера и завтра», «Крах операции „Мангуста“», «Сергей Хрущёв. Отвечаю за отца». А чуть позже, по заказу телекомпании «Национальное кино» он начал снимать просветительские документальные фильмы. И вновь череда командировок по России вместе с оператором и другом Андреем Савиным: Нижний Новгород, Петрозаводск, Киров, Белгород, Саранск, Пенза…

«Я – патриот. Люблю свою родину, её природу, её историю, которую изучаю постоянно. Обожаю Москву. Хожу с историческими справочниками по  улицам и переулкам. Россия, Родина, Москва, – слова для меня святые».
В январе 2010 года Владимир Осьминин возглавил кафедру режиссуры Останкинского института телевидения и радиовещания. В августе — закончил свой последний документальный фильм «Матрона Московская». А в декабре врачи диагностировали у него рак желудка IV стадии. Операции, курсы химиотерапии — коллеги не догадывались, насколько тяжело он болен. А он продолжал жить, как привык — полнокровно, насыщенно, с запредельными нагрузками. Проводил мастер-классы в Московском государственном университете культуры и искусства, где в течение двух лет возглавлял Государственную аттестационную комиссию по направлению «киноискусство». Много сил отдавал Евразийской академии телевидения и радио. Обсуждал с заказчиком документальный сериал «Великий шелковый путь». И в рабочую папку под названием «Заявки на производство фильмов» вкладывал новые листки с замыслами и планами.
Владимир Владимирович Осьминин ушёл из жизни 29 июля 2013 года. Похоронен в Москве, на Ваганьковском кладбище.

«…В документальном кино есть возможность отыграть авторскую запятую. Прочитав слово «Конец» я предлагаю пустить на экран продолжение под названием «Жизнь», чтобы время в кадре не останавливалось…»

### Хронология профессиональной и общественной деятельности
- 1959—1971 годы. ЦСДФ (Центральная студия документальных фильмов). Работал учеником осветителя, затем светотехником-осветителем, ассистентом режиссёра и режиссёром.
- 1971—1990 годы. ТО «ЭКРАН» Государственного Комитета Совета Министров по телевидению и радиовещанию. Работал кинорежиссёром, затем кинорежиссёром высшей категории.
- С 1977 года — член Союза кинематографистов СССР.
- 1990—1993 годы. «Союзтелефильм», творческо-производственное объединение. Кинорежиссёр высшей категории.
- В 1991 году выдано удостоверение «Участник ликвидации последствий аварии на Чернобыльской АЭС в 1986 г.»
- 1993—1994 годы. «РГТРК Останкино», российская государственная телерадиокомпания. Главный режиссёр телекомпании «Астра-ТВ».
- 1994—1997 годы. «Голос России», российская государственная радиовещательная компания. Главный режиссёр телевидения службы телевизионных программ.
- С 2001 год — действительный член Международной Академии духовного единства народов мира.
- С 2002 года — академик Евразийской академии телевидения и радио (ЕАТР).
- С 2007 года — член Президиума Евразийской академии телевидения и радио (ЕАТР).
- 2006 год. Организация в Пекине китайско-российского телевизионного Форума. Проводил мастер-классы.
- 2010 год. «Московский институт телевидения и радиовещания "Останкино"». Заведующий кафедрой режиссуры. Проводил мастер-классы.
- 2011—2012 годы. «Московский государственный университет культуры и искусств». Председатель Государственной аттестационной комиссии по направлению «киноискусство». Проводил мастер-классы.
- В трудовую книжку внесена 31 благодарность.

## Фильмография

### Фильмы — призёры отечественных и международных кино- и телевизионных фестивалей
- «Если хочешь мира» — Главный приз I Всесоюзного фестиваля телевизионных документальных фильмов, г. Владивосток, 1974 г.
- «Вахта в океане» — Диплом III Всесоюзного фестиваля телевизионных документальных фильмов, г. Владивосток, 1980 г.
- «Малая земля» — Главный приз Всесоюзного кинофестиваля, г. Баку, 1980 г.
- «Человек из Шепунова» — Специальный приз Всесоюзного кинофестивая, г. Алма-Ата, 1980 г.
- «Главная дорога России» — Приз Всесоюзного кинофестиваля, г. Тбилиси, 1983 г.
- «Мирной жизни тебе, Европа» — Специальный приз Международного кинофестиваля в Лейпциге (ГДР), 1986 г.
- «Предупреждение» (о Чернобыле) — Приз Международного кинофестиваля, г. Бирмингем (Англия), 1987 г.
- «Благослови душе моя Господа» — Приз Международного Христианского кинофестиваля «10 лучших фильмов года», г. Париж, 1991 г.
- «Игумен Земли Русской» — Приз Международного кинофестиваля, Япония, 1993 г.
- «Поминание» — Приз Международного кинофорума «Золотой Витязь», 1996 г.
- «Обретение» — Приз Международного кинофорума «Золотой Витязь», 1998 г.
- «На фоне Пушкина» — Почётный диплом Правительства Москвы, 1999 г.
- «Пути небесные. Иван Шмелёв» — Диплом III кинофестиваля «Дворянский мир», г. Москва, 2000 г.
- «Солдаты казны, или пенсия для бабушки Насти» — Приз кинофестиваля «Правопорядок и общество», г. Москва, 2000 г.
- «Солдаты казны. Портреты» — Приз кинофестиваля «Правопорядок и общество», г. Москва, 2001 г.
- «Князь Голицын» — Приз VI Евразийского Телефорума, г. Москва, 2003 г.
- «Сердечных дел мастера» — Почётный диплом VIII Евразийского Телефорума, г. Москва, 2005 г.
- «Граф Витте» — Почётный диплом IX Евразийского Телефорума, Москва, 2006 г.
- «Звуковой барьер» — приз II Евразийского телеконкурса социальных программ и фильмов «Я — Человек», г. Оренбург, 2008 г.
- «Нюрнбергский процесс: вчера и завтра» — диплом IV Международного телерадиофестиваля «Победили вместе», Севастополь, 2008 г.
- «Бахрушины», фильм из цикла «Почётные граждане Москвы» — Приз Кинофестиваля «Моя родословная», Москва, 2009 г.
- «Отец Евгений» — Приз XII Евразийского Телефорума, Москва, 2009 г.
- «Одиннадцатый Патриарх» — Диплом Международного фестиваля христианского кино «Невский Благовест», Санкт-Петербург, 2009 г.
- «Матрона Московская» — Приз XIV Евразийского Телефорума, Москва, 2011 г. Приз Международного фестиваля христианского кино «Невский Благовест», Санкт-Петербург.
- «Дневник Кадета К» — Грамота IX Всероссийского кинофестиваля короткометражных фильмов «Семья России», Иркутск, 2012 г.
- «Сын Сталина» — диплом IX Международного телерадиофестиваля «Победили вместе», Севастополь, 2013 г.

### Документальные и телевизионные фильмы
«Родник», «На земле Вологодской», «Крыша над головой», «У нас в Подмосковье», «Для земли», «Связной двух революций», «Темпы интеграции», «Визит Президента Пакистана в СССР», «Московский Художественный Театр», «Москва над нами», «Две нации», «На берегах Енисея», «По следам славы», «Я – советский рабочий», «Время великих свершений», «Свобода без маски», «Кавказский заповедник», «Дом добрых услуг», «На Рейне в мае», «Дорога на Кушеяковку», «Граница на замке», «Секретарь Райкома», «Целина», «Хо Ши Мин. Память об источнике», «Товарищ Хо Ши Мин и страна Октября», «Неожиданный Вьетнам», «На перекрёстках Кампучии», «Если хочешь мира», «Несокрушимая и легендарная», «Земляки из Нгетиня», «Во имя человека», «Разрядка — друзья и враги», «Присяга», «Советское телевидение», «Малая земля», «Весна в Париже», «Исповедь кооператора», «Предупреждение», «Земля моя Россия», «Озоновая дыра», «Александр Каверзнев. Роковая тема», «Генерал Де Голль», «Фермер Ёжиков», «Родовой герб», «Отец», «Константин Романов», «Солдатские матери», «Медовый Спас», «Китай — таинственная книга перемен», «Уроки долголетия», «Блаженные изгнанные», «Русский паломник», «Родник», «Егорий Храбрый», «Державная», «Вратарница», «Благослови душе моя Господа», «Заступница Усердная», «Обитель Преподобного Саввы», «Москва. Год 852», «Москва Златоглавая», «Скульптор Викулов», «Очаг», «Сердечных дел мастера», «Жизнь бесконечна», «Амнезия», «Доктор Киртадзе», «Новая реальность», «Между прошлым и будущим». «Старообрядцы», «Поминальная молитва», «Живоносный источник», «Зарайск»,  «Авраамий Галичский», «Иосиф Волоцкий», «Елизавета Федоровна», «Монологи о налогах», «Сергей Хрущёв. Отвечаю за отца», «Карибский кризис», «Телевидение- профессия и судьба», «Моё духовное завещание» и многие другие.

### Другие работы
- Научно-популярные фильмы из цикла «По следам великих открытий».
- Цикл документальных фильмов «Почётные граждане Москвы»: Бахрушин, Голицын, Третьяков, Щереметев, Щербатов.
- Документальные фильмы из сериала «Тайны Большого Золотого кольца России»: Нижний Новгород, Петрозаводск, Вятка, Пенза, Белгород, Саранск.
- Телевизионный художественный фильм «Плакальщик, или Новогодний детектив»[5]. (Совместно с режиссёром Валентином Опаловым).

## Награды
- Государственная премия СССР (1979 г., за телевизионный фильм «Слово об Октябре и мире»)
- Государственная премия СССР, 1982 г. (за телевизионные фильмы «На перекрёстках Кампучии». «Весна в Пномпене»).[источник не указан 4242 дня]
- Государственные награды Вьетнама за цикл фильмов: «Хо Ши Мин. Память об источнике», «Хо Ши Мин. В стране Октября» и другие:
  - Медаль Дружбы, 1972 г.
  - Орден Хо Ши Мина, 1973 г.
- Нагрудный знак «За дальний поход», 1980 г. (за документальный фильм «Вахта в океане»).
- Благодарность Правительственной комиссии СССР «За активное участие в работах по ликвидации последствий аварии на Чернобыльской АЭС» 4 ноября 1986 г.
- Знак «Участник ликвидации последствий аварии ЧАЭС».
- Медаль ордена «За заслуги перед Отечеством» II степени (1996 г., «за самоотверженность, проявленную при ликвидации последствий аварий на Чернобыльской АЭС»)[6].
- Всемилостивейшая Благодарность Патриарха Всея Руси Алексия II, 1992 г. (за 2-серийный документальный фильм «Одиннадцатый Патриарх»).
- Памятная Грамота Патриарха Всея Руси Алексия II «За Усердные труды во славу Русской Православной Церкви» (за документальный фильм «Обитель Преподобного Саввы» и другие.), 2004 г.
- Нагрудный знак «Золотой грифон», «За вклад в развитие кино и телевидения», Украина, 2011 г.

### Книги
- «Телефильму 5 лет». Юбилейное издание. Интервью «Наш подарок». Москва, июль, 2003 г.
- «Персоны влияния». Статья «Должны ли быть в СМИ запретные темы?» № 3-4, 2006 г.

### Периодические издания
- Журнал «Техника кино и телевидения». Интервью «Документалист — действующее лицо истории». № 7, 1999 г.
- Газета «Правда». Круглый стол «Телевизионный монстр. Как его одолеть?» № 143, 18 декабря 2003 г.
- Журнал «Телефорум». Статья «В кадре — режиссёр», ноябрь, 2004 г.

## Интервью
- Интервью с В. В. Осьмининым Интервью с В. В. Осьмининым, режиссёр Андрей Плахов. 28 ноября 2012 г.
- Интервью с В. В. Осьмининым в студии «ОРФЕЙ» Интервью с В. В. Осьмининым, студия Российского Государственного телерадиоцентра. 17.07.2009 г.
- Интервью с В. В. Осьмининым в студии «ОРФЕЙ» (недоступная ссылка) Интервью «Не из той оперы» в студии «ОРФЕЙ»
- Интервью с В. В. Осьмининым 28 октября 2003 г.

## Память
- Поэма "Андрей Рублёв" Надежда Осьминина. Поэтическая книга (поэма "Андрей Рублёв" и стихотворения "Уравнение солнца") посвящена памяти Владимира Владимировича Осьминина его супругой Надеждой Васильевной Осьмининой. 2013 г.
- Вечер памяти Владимира Осьминина Вечер памяти Владимира Осьминина в Центральном Доме работников искусств
- Вечер памяти в ЦДРИ Вечер памяти Владимира Осьминина в Центральном Доме работников искусств 21 февраля 2014 года.

## Фильмы
- Чернобыль Документальный фильм «Чернобыль: Предупреждение»
- Сергий Радонежский Документальный фильм «Игумен Земли Русской»
- Патриарх Тихон Документальный фильм «Одиннадцатый Патриарх» 2 серии.
- Саввино-Сторожевский монастырь Документальный фильм «Саввино-Сторожевский монастырь 605 лет»
- Матрона Московская Документальный фильм «Матрона Московская»
- Нюрнбергский процесс Документальный фильм «Нюрнбергский процесс. Вчера и завтра» 2 серии.
- Георгий Победоносец Документальный фильм «Егорий Храбрый»
- Икона Божией Матери Державная Документальный фильм «Державная»
- Икона Иверской Божией Матери Документальный фильм «Вратарница»
- Китай: уроки долголетия Документальный фильм «Китай: уроки долголетия»
- Яков Джугашвили Документальный фильм «Старший сын Сталина», из цикла «Кремлёвские лейтенанты»
- Православная вера Документальный фильм «Благослови, душе моя, Господа»
- Дневник Кадета К Короткометражный документальный фильм «Дневник Кадета К»
- Князь Голицын Документальный фильм «Жизнь бесконечна. Голицын» из цикла «Почётные граждане Москвы».
- Князь Щербатов Документальный фильм «Всему голова- Князь Щербатов» из цикла «Почётные граждане Москвы».
- Русский паломник отец Макарий Документальный фильм «Русский Паломник»
- Выставка в Манеже Документальный фильм «Новая Реальность»
- Несокрушимая и Легендарная Документальный фильм «Вахта в океане» из цикла «Несокрушимая и легендарная»
- Малая Земля. Фильм 1 Документальный фильм «Малая Земля», фильм первый.
- Малая Земля. Фильм 2 Документальный фильм «Малая Земля», фильм второй.
- Малая Земля. Фильм 3 Документальный фильм «Малая Земля», фильм третий.
- Никита Сергеевич Хрущёв. Часть 1 Документальный фильм «Сергей Хрущёв. Отвечаю за отца», фильм 1.
- Никита Сергеевич Хрущёв. Часть 2 Документальный фильм «Сергей Хрущёв. Отвечаю за отца», фильм 2.
- Солдатские матери Документальный фильм «Солдатские матери».
- На фоне Пушкина Документальный фильм "На фоне Пушкина"
- Москва 852 Документальный фильм "Москва. Год 852"
- На перекрестках Кампучии Документальный фильм "На перекрестках Кампучии"
- Зарайск Документальный фильм "Зарайская Русь" из цикла "Малые города России"
- Сыновья Бахрушина Документальный фильм "Алексея Бахрушина сыновья" из цикла «Почётные граждане Москвы»
- Амнезия Документальный фильм "Амнезия". Несколько эпизодов из русской жизни в пересказе скульптора Федора Викулова.
- Иван Шмелёв Документальный фильм "Долгий путь домой"
- Крах операции "Мангуста" Документальный фильм "Крах операции Мангуста" часть 1. Эфир канала ТВЦ.
- Крах операции "Мангуста", продолжение Документальный фильм "Крах операции Мангуста" часть 2. Эфир канала ТВЦ
- Молитва Преподобного Иосифа Документальный фильм "Молитва Преподобного Иосифа"
- Пути небесные Ивана Шмелёва Документальный фильм об Иване Шмелёве
- Александр Каверзнев Документальный фильм "Александр Каверзнев. Роковая тема"